# La Caricature (1880–1904)
La Caricature, és un setmanari satíric il·lustrat francès publicat a París entre el 1880 i el 1904.

## Història
Volent ser “polític, satíric, divertit, profètic, atmosfèric i literari”, La Caricature va sortir el 3 de gener de 1880 amb Georges Decaux, director de La Ilustrated Bookstore, i amb el dibuixant Albert Robida com a editor. Aquest setmanari va aparèixer sense interrupcions fins al 31 de desembre de 1904, produint 1.305 números. L'adreça de la seu de París es trobava originalment al 7 rue du Croissant. Es posava a la venda cada divendres, competint amb La Vie parisienne, una revista cultural il·lustrada francesa creada el 1863.
Comença amb un quadern de 8 pàgines en format 28 x 39 cm, es ven a un preu de 30 cèntims, només la coberta és en color: les imatges s'imprimeixen gravats en fusta, seguint un procés de tipografia. L'interior ha il·lustrat mitges pàgines i una doble pàgina central que expressa un dibuix de grans dimensions: una història en imatges, una "taula de menjar" generalment executada per Robida. Això es combina amb el talent de més de 200 il·lustradors.El món, al costat de la literatura, el teatre i les xafarderies del dia, la política només apareix entre les curiositats del moment.
El 1889, un tal Eugène Kolb. Va comprar el títol i va traslladar la seu al 8 i després al 29 a la rue Le Peletier El seu principal competidor es va convertir en Le Courrier français, que sense cap dubte va inspirar, a partir de 1894, a La Rire.
Albert Robida va deixar oficialment el càrrec de redactor el 25 de juny de 1892 al número 652.
El 1897, la capçalera passava sota el control de Fayard frères, una casa situada al 78 boulevard Saint-Michel: Maurice Radiguet fou convocat per reproduir l'impacte produït per la primera pàgina del temps de Robida. Destaquem durant aquests anys un augment dels temes xenòfobs i, per tant, de la burla. Les il·lustracions es reprodueixen mitjançant un procés de mitja impressió. Aleshores Fayard va suspendre el títol a finals de desembre de 1904, després d'haver anunciat la fusió amb un jove periòdic d'humor, L'Indiscret, fundat el gener de 1902.
Al llarg dels seus vint-i-cinc anys d'existència, La Caricature ha publicat nombrosos suplements il·lustrats, basant-se en la seva difusió en altres publicacions periòdiques com Gil Blas, Le Figaro, etc. Va permetre llançar joves talents com Caran d'Ache, Louis Morin o Job.

## Galeria d'imatges

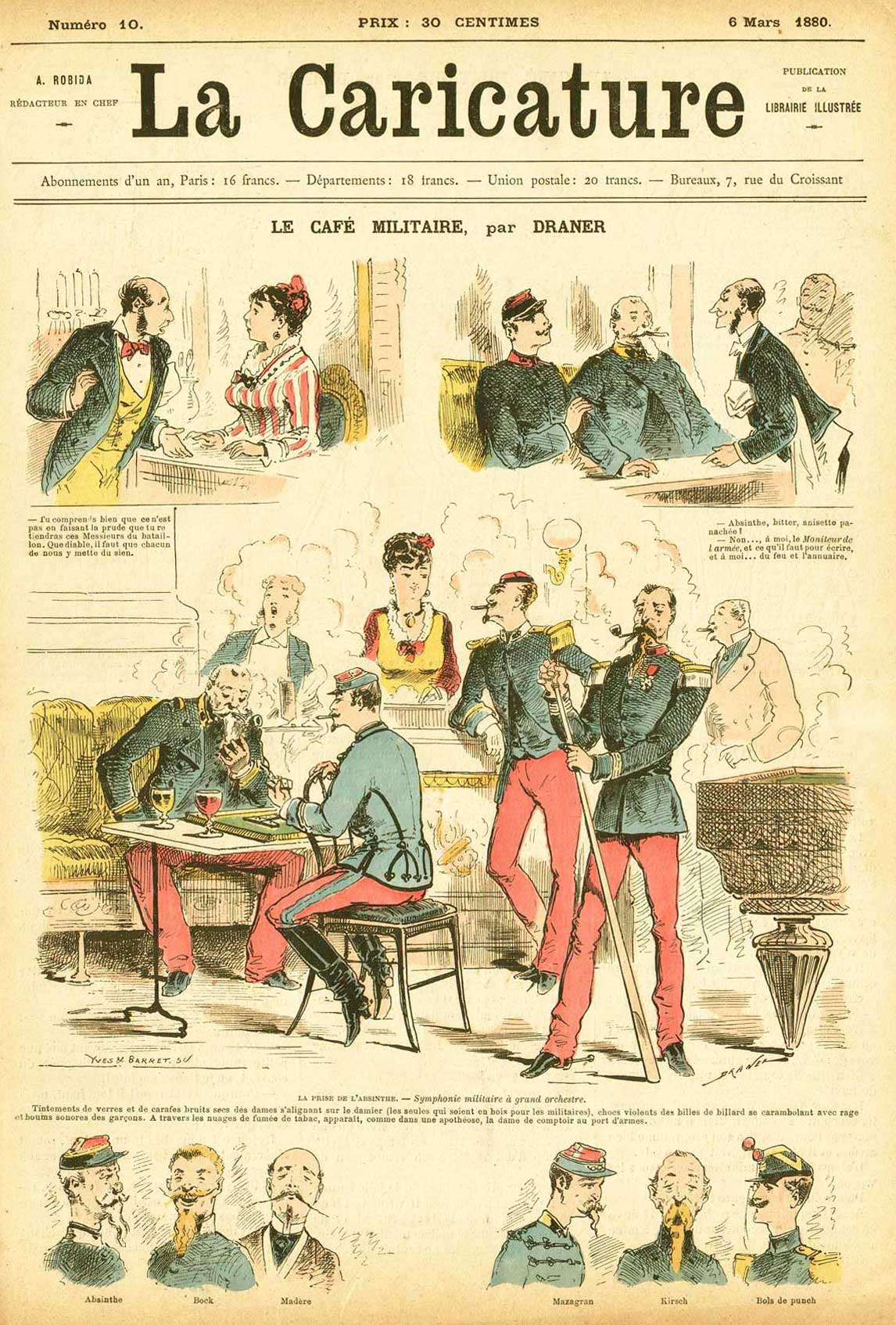
Una història amb imatges signada Draner (6 de març de 1880).
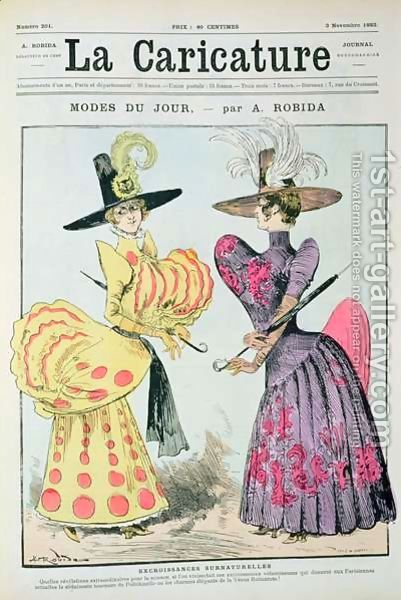
Les modes del dia, d'Albert Robida a la portada de La Caricature, 3 de novembre de 1883
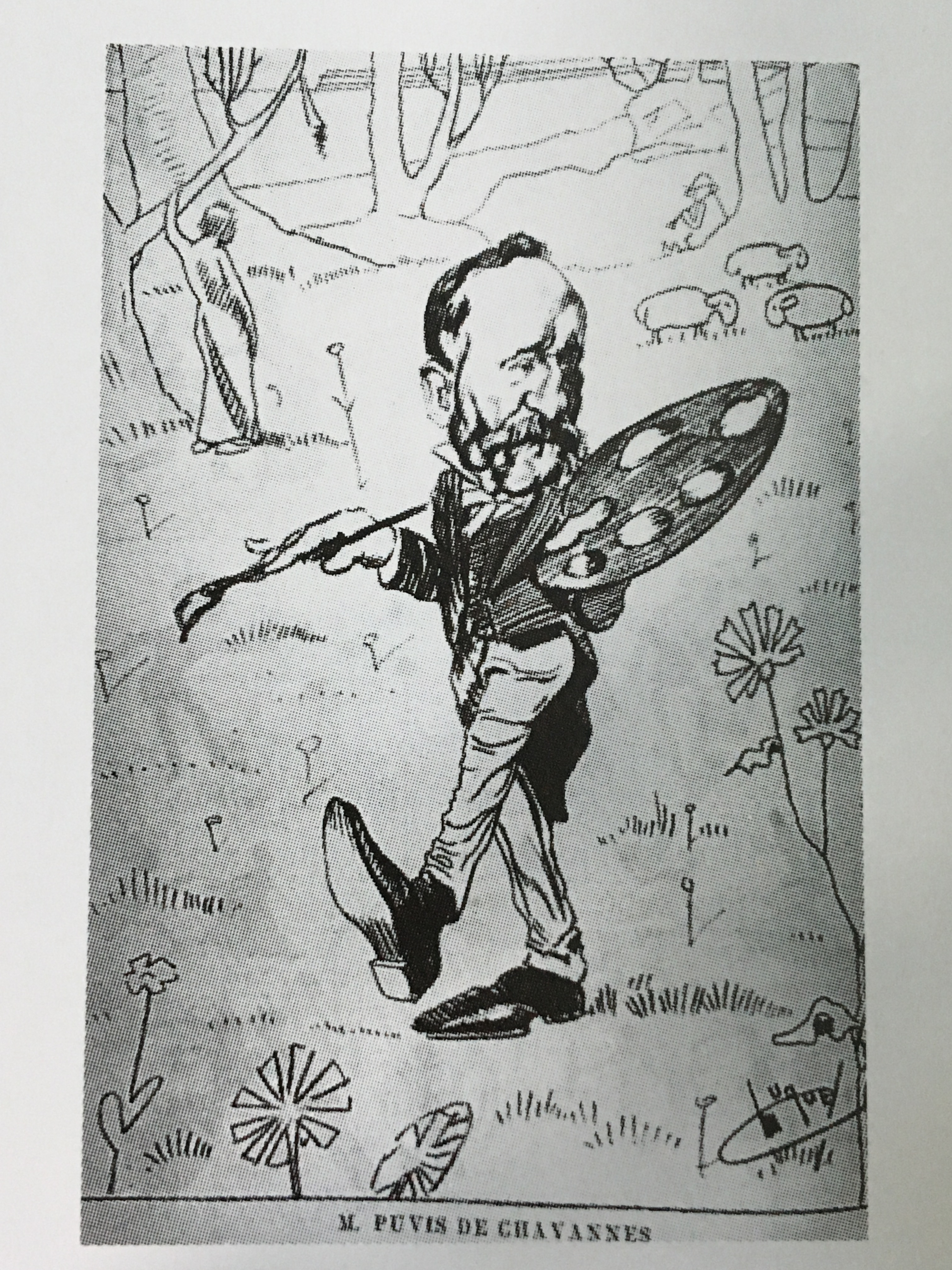
Caricatura creada el 8 de maig de 1886 i que apareix a la pàgina 156 de "La Caricatura"